# Кальехас Ромеро, Рафаэль Леонардо
Рафаэль Леонардо Кальехас Ромеро (исп. Rafael Leonardo Callejas Romero; 14 ноября 1943, Тегусигальпа, Гондурас — 4 апреля 2020, Атланта, США) — гондурасский политический деятель, президент страны в 1990—1994 годах.

## Ранняя биография
Родился в столице страны Тегусигальпа. Изучал сельское хозяйство и экономику в Университете штата Миссисипи, получив степень специалиста экономики и финансов в области сельского хозяйства. В 1965 году стал бакалавром, а в следующем году — кандидатом наук. В 1990 году Кальехас получил звание выпускника года в родном университете и встретился с вице-президентом США Дэном Квейли.

## Политическая карьера
С 1967 до 1971 года Кальехас работал в Совете по экономическому планированию (CONSUPLANE). В 1968 году стал директором экономического планирования в администрации президента Освальдо Лопеса. В 1975 году другой генерал и президент, Хуан Альберто Мельгар Кастро назначил Кальехаса на пост министра сельского хозяйства и природных ресурсов. Когда Поликарпо Пас Гарсия совершил переворот в 1978 году, Кальехас сохранил свой пост. В 1982 году он возглавил центральный комитет Национальной партии Гондураса. В 1985 году Кальехас создал собственную фракцию в партии для продвижения своей кандидатуры на президентских выборах. Однако эти выборы выиграл Хосе Аскона дель Гойо.

### Президентство
Кальехас выиграл президентские выборы в ноябре 1989 года. Это стало первым случаем мирной передачи власти от одной партии к другой с 1932 года.
В наследство он получил значительные экономические проблемы. В связи с этим он обратился к МВФ, а долг решил возвращать за счёт сокращения бюджетных расходов. Это привело к массовым увольнениям государственных служащих и обесценивание лемпиры. В то время Гондурас уже был одной из беднейших стран западного полушария.
Когда Кальехас вступил в должность, запасов бензина не было, а на автозаправочных станциях выстраивались огромные очереди автомобилей. Это привело к многочисленным забастовкам и беспорядкам. Зато правительство Кальехаса проводило успешные переговоры с Соединёнными Штатами о списании 430 миллионов долларов долга.
Он возглавлял либеральное реформаторское правительство, открывшую экономику страны для местных и иностранных инвестиций, что дало положительный результат: в течение первых трёх лет его президентства наблюдался рост экономических показателей. Впрочем во время четвёртого года президентства финансовая недисциплинированность привела к необходимости вводить новые финансовые меры. Уровень бедности сократился на 8 %. Приоритетным было развитие инфраструктуры Гондураса: так во времена его правления была построена новая автотрасса, которая имеет длину более 90 км и четыре полосы движения.
Его правительство также имело некоторые достижения в социальной сфере: создание программы помощи семьям, а также Фонда социальных инвестиций. Было получено разрешение на возвращение в страну лиц, которые были вынуждены уехать за границу во времена предыдущих военных правительств. После напряжённых переговоров с Никарагуа в апреле 1990 года страну покинули никарагуанские контрреволюционеры.

## Обвинение в коррупции
Во время пребывания на посту президента Кальехаса обвинили в коррупции по семи пунктам, в том числе в выдаче паспортов азиатским гражданам, фальсификации государственных документов, злоупотреблении служебным положением и тому подобное. Впрочем в 2005 году Верховный суд Гондураса признал его невиновным по всем пунктам обвинений.